# Desierto Pintado

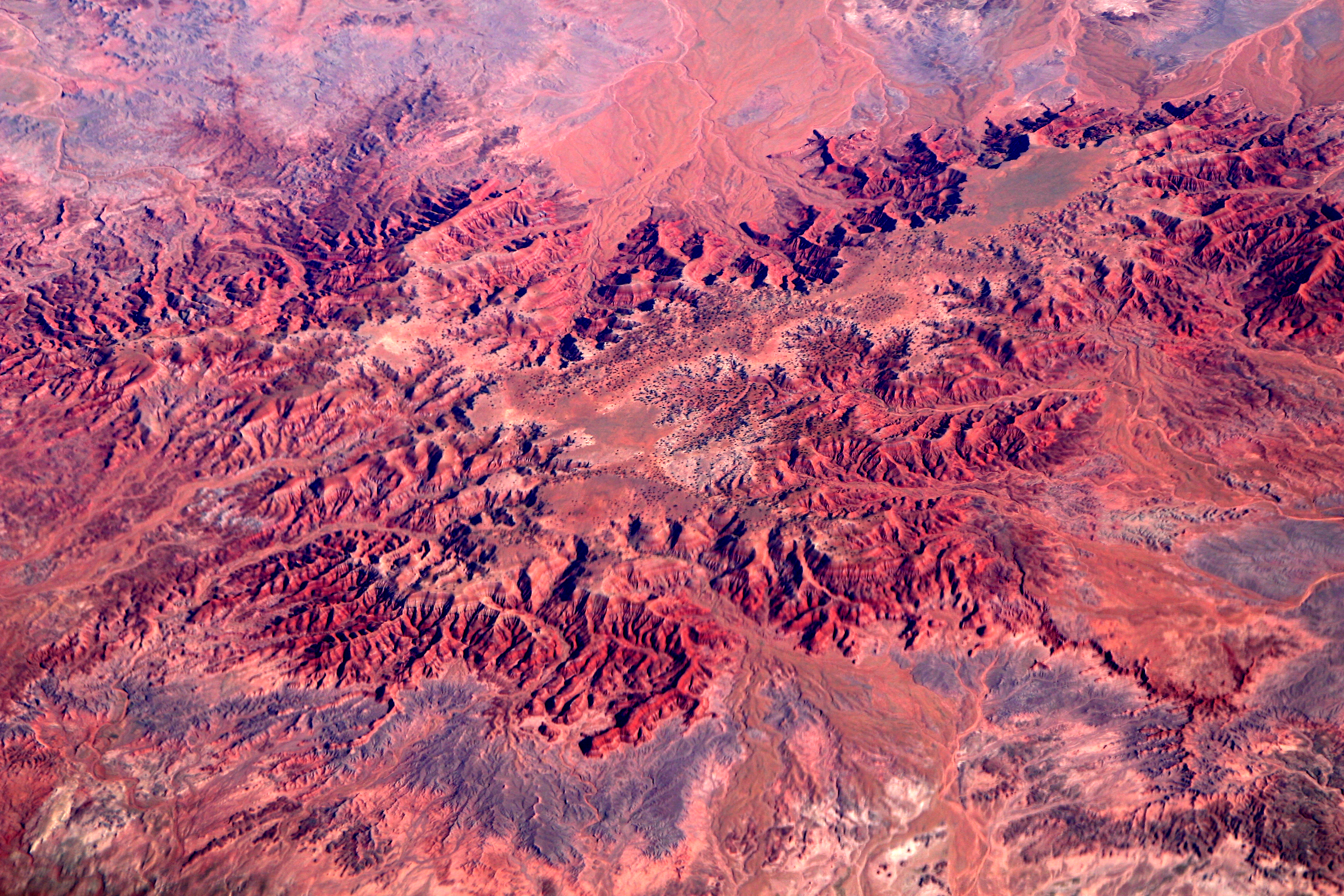
Desierto Pintado.

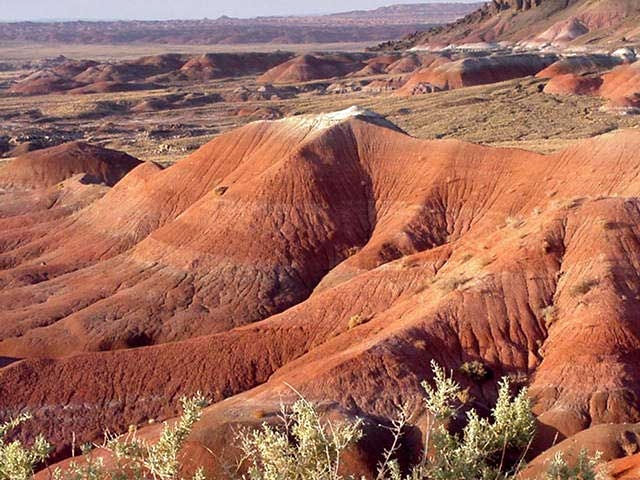
Desierto Pintado en Arizona.

El desierto Pintado es un área de malpaís de unos 380 km en el norte de Arizona en los Estados Unidos de América. El desierto de Arizona se estrecha desde el Gran Cañón hacia el parque nacional del Bosque Petrificado justo al norte del río Pequeño Colorado y el río del Puerco. La mayor parte del área dentro del parque nacional del Bosque Petrificado está protegida. Otra porción, más pequeña, de área protegida es el parque del condado del pequeño desierto Pintado, ubicado al norte de Winslow. 
Gran parte del Desierto Pintado se encuentra dentro de la Nación Navajo, que han vivido en la región por miles de años. 
El nombre del desierto viene del castellano, por el color de sus paisajes.